# Alpine (DeKalb County, Alabama)
Alpine ist ein gemeindefreies Gebiet im DeKalb County im Bundesstaat Alabama in den Vereinigten Staaten.

## Geographie
Alpine liegt im Nordosten Alabamas im Süden der Vereinigten Staaten, etwa 8 Kilometer westlich der Grenze zu Georgia. Es befindet sich nördlich der 55 Quadratkilometer großen Little River Canyon National Preserve.
Nahegelegene Orte sind unter anderem Fort Payne (1 km südwestlich), Valley Head (4 km nördlich), Mentone (4 km nördlich), Henagar (12 km nordwestlich) und Rainsville (16 km westlich). Die nächste größere Stadt ist mit 168.000 Einwohnern das etwa 90 Kilometer westlich entfernt gelegene Huntsville.

## Verkehr
Etwa 7 Kilometer östlich Alpines verläuft der Interstate 59, der von Louisiana bis nach Georgia verläuft. Parallel dazu verläuft der U.S. Highway 11.